# Bernardo Pires
Bernardo Pires foi um militar e político brasileiro.
Participou da Revolução Farroupilha, onde foi major do exército republicano. É considerado, por alguns historiadores, como o criador da bandeira da República Rio-grandense. Foi também suplente de deputado à Assembléia Constituinte de Alegrete.